# كأس ملك إسبانيا 1986–87
كأس ملك إسبانيا 1986–87 (بالإسبانية: Copa del Rey de fútbol 1986-87)‏ هو الموسم 83 من كأس ملك إسبانيا. أشرف على تنظيمه الاتحاد الملكي الإسباني لكرة القدم، وكان عدد الأندية المشاركة فيه 141، وفاز فيه ريال سوسيداد.